# Prüfarzt
Prüfarzt ist eine ärztliche Zusatzqualifikation, die in Kursen erworben werden kann.
Prüfärzte sind vor allem an der Planung, Organisation und Durchführung klinischer Studien beteiligt.
In mehrtägigen Prüfarztkursen werden die hierfür erforderlichen ethischen, rechtlichen und methodischen Grundlagen vermittelt.
Aufgaben der Prüfärzte sind z. B. Studienvorbereitung und -durchführung, Datenerhebung und Qualitätssicherung im Prüfzentrum. Es findet eine enge Zusammenarbeit mit sogenannten Study Nurses statt.